# 尼古拉斯·加西亚
尼古拉斯·加西亚（西班牙語：Nicolás García，1988年6月20日—），西班牙男子跆拳道运动员。他曾代表西班牙参加2012年夏季奥林匹克运动会跆拳道比赛，获得男子80公斤以下级银牌。